# Gut Lüben

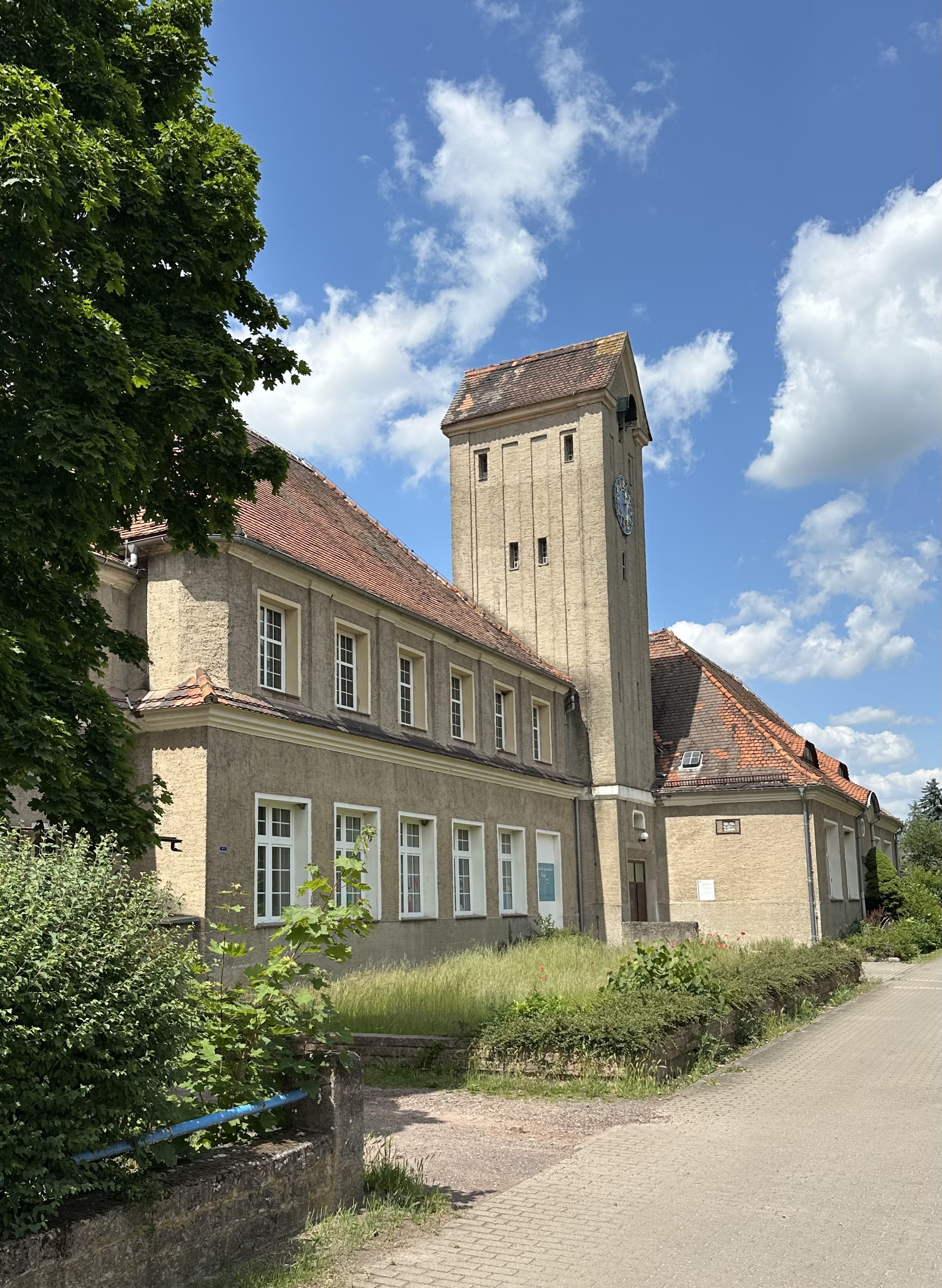
Gut Lüben, 2025

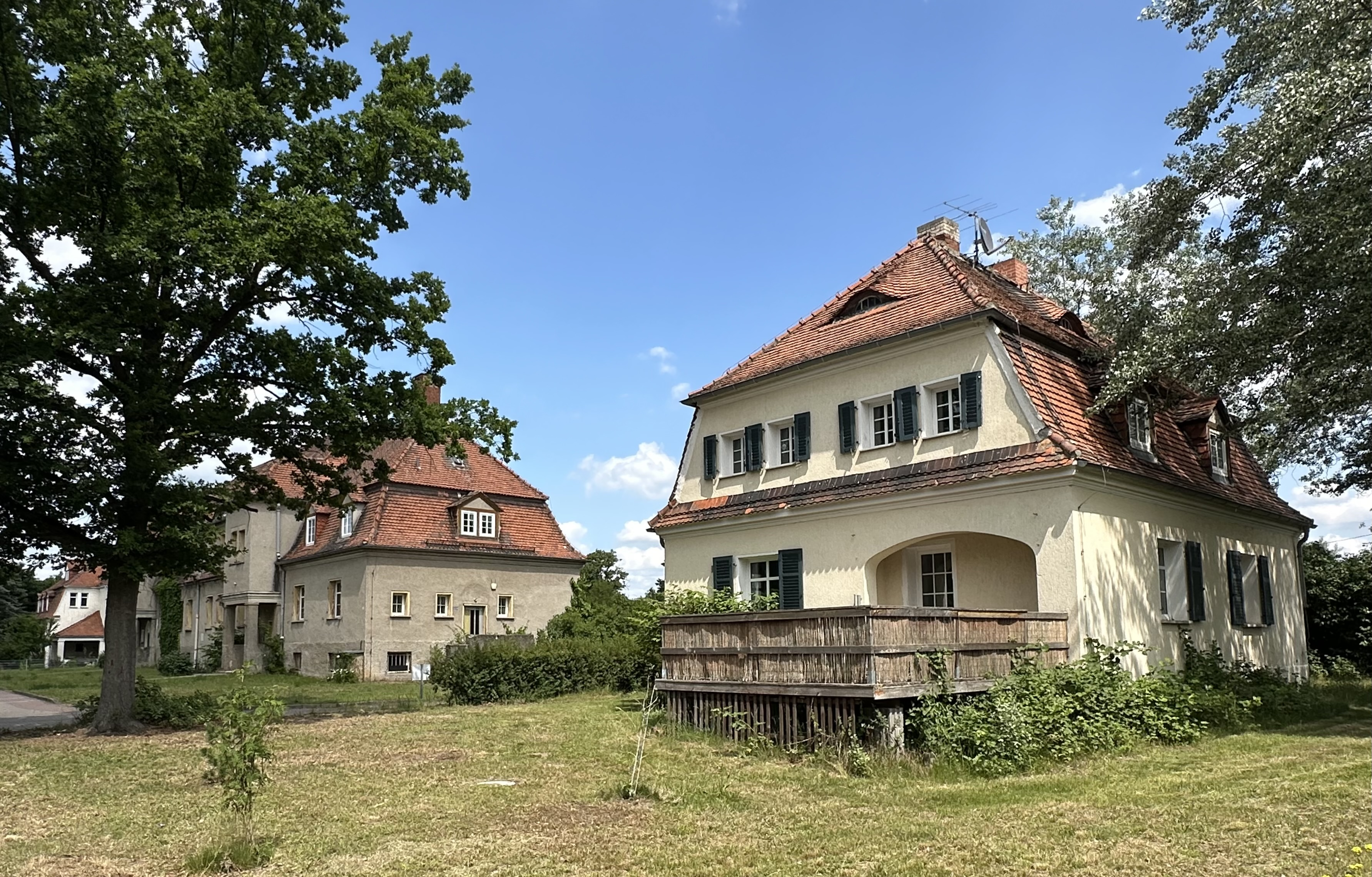
Häuser von Gut Lüben

Das Gut Lüben ist ein denkmalgeschütztes Gut in Burg in Sachsen-Anhalt. Es wurde als Landeserziehungsanstalt errichtet, zeitweise als Jugendwerkhof betrieben und wird noch heute für die Jugendarbeit genutzt.

## Lage
Der Gutshof befindet sich nordöstlich von Burg auf der Ostseite der Parchauer Chaussee, am Ende der Waldstraße an der Adresse Parchauer Chaussee 1a, Waldstraße 3–29a.

## Geschichte
Im April 1912 erwarb der Provinzialverband der preußischen Provinz Sachsen das Grundstück. Die Bauarbeiten begannen noch im gleichen Jahr. Am 1. Februar 1913 wurde die staatliche Landeserziehungsanstalt Gut Lüben eröffnet. Sie diente zur Unterbringung für zwangseingewiesene, schulentlassene männliche Jugendliche evangelischer Konfession. Die ersten Jugendlichen kamen aus Bad Lauchstädt in die Einrichtung.
Geleitet wurde die nach dem Prinzip Bete und Arbeite wirkende Einrichtung von einem Theologen, als Erzieher waren Diakone tätig. In den zunächst errichteten sieben Häusern lebten bis zu 200 Jungen. Für jedes Haus bestand ein Hauselternpaar. Der in der NS-Zeit einflussreiche Sonderpädagoge Karl Tornow sammelte hier von 1921 bis 1923 als Erziehungsgehilfe erste praktische Erfahrungen. Gearbeitet wurde in eigenen Betrieben der Anstalt bzw. in der umliegenden Landwirtschaft. Die Einrichtung war auf eine weitgehende Selbstversorgung ausgerichtet. So wurde auch selbst Landwirtschaft und Viehzucht betrieben, geschlachtet und Brot gebacken. Als Erziehungsmaßnahmen wurde auch Arrest und körperliche Züchtigung eingesetzt. 1921 zählte die Einrichtung bereits 400 Bewohner. Insgesamt entstanden 25 Gebäude, darunter ein als Festes Haus bezeichnetes Gebäude, das auch als anstaltsinternes Gefängnis diente.

### Zeit im Nationalsozialismus
Mit dem Beginn der Nationalsozialistischen Gewaltherrschaft im Jahr 1933 wurde das Personal ausgetauscht und durch NSDAP-Mitglieder ersetzt. Die Einrichtung wurde nun als Landeserziehungsheim Gut Lüben bei Burg bezeichnet. Der Alltag war nun durch Appelle, paramilitärische Übungen und Sport geprägt, kirchliche Aktivitäten fanden nicht mehr statt. In einer unbekannten Anzahl von Fällen wurden Jugendliche zwangssterilisiert. Es kam auch zu Tötungen im Rahmen der Aktion T-4 und der Kinder-Euthanasie. Nach der Entlassung aus der Anstalt schloss sich zumeist der Wehrdienst in der Wehrmacht oder beim Reichsarbeitsdienst an. Der Leiter des Heims vernichtete viele Akten der Einrichtung, so dass viele Informationen aus der Zeit des Nationalsozialismus nicht mehr vorhanden sind.

### Jugendwerkhof
Am Ende des Zweiten Weltkriegs besetzte die Rote Armee am 5. Mai 1945 das Gut. Es wurde nun als Kaserne und Lazarett aber auch als Heilstätte für Tuberkulosekranke genutzt. Trotzdem lebten auch weiterhin etwa 30 zu betreuende Jugendliche im Objekt. Im Oktober 1948 hörte die Nutzung durch die Rote Armee auf. Die meisten Gebäude dienten nun wieder als Landeserziehungsheim Gut Lüben der Jugendarbeit.
Schon im September 1949 wurde es in Landesjugendheim August Bebel umbenannt, ab dem 6. Oktober 1949 wurde es dann als Jugendwerkhof August Bebel betrieben. Der Jugendwerkhof unterstand zunächst dem Ministerium für Volksbildung und verfügte über 240 Plätze, wobei sowohl Mädchen als auch Jungen aufgenommen wurden. Gemessen an der Platzzahl war es der größte Jugendwerkhof der DDR. Andere Angaben nennen 360 Bewohner, davon zwei Drittel Mädchen. Es bestanden, vor allem in den 1950er und 1960er Jahren, diverse Außenstellen in der Nähe von Ausbildungs- und Arbeitsstätten, so unter anderem in Gerwisch, Iden, Lehnin und Rogätz. Gearbeitet wurde im Handwerk, der Landwirtschaft und der Industrie. Arbeitsplätze bestanden zum Beispiel im VEB Knäcke-Werk Burg, in der Schuhfabrik „Roter Stern“ Burg und für die Mädchen im Werk Burg des VEB Volltuchwerke Crimmitschau. Aus dem Jugendwerkhof kam es zu ungewöhnlich vielen Fluchtversuchen. So wurden für das Jahr 1962 211 Fluchtversuche registriert. Ab 1965 unterstand der Jugendwerkhof dem Bezirk Magdeburg. In den 1970er Jahren wurde die dezentrale Struktur der Außenstellen weitgehend aufgegeben. Als Abspaltung entstand der Jugendwerkhof Neues Leben, die sogenannte Rolandmühle.
Die Jugendlichen befanden sich im Durchschnitt zwischen zwei und vier Jahren in der Einrichtung und lebten in Gruppen von 15 bis 20 Personen zusammen. Der Alltag war streng geregelt. Neben Schule und Ausbildung für Hilfstätigkeiten gab es politische Erziehung sowie Sport und Kulturveranstaltungen. Die Ausbildung wurde jedoch als unzureichend kritisiert. Es wird von Misshandlungen berichtet. So gab es Fälle von schwerer, dem Alter nicht angemessener Arbeit, Demütigungen, Körperstrafen und auch Isolation. Ende der 1970er Jahre betrug die durchschnittliche Aufenthaltsdauer etwa ein Jahr, wobei auch deutlich längere Zeiten von bis zu sieben Jahren und mehr vorkamen.
In den 1980er Jahren wurde die Zahl der Bewohner verringert.

### Zeit ab 1989
Nach der Friedlichen Revolution in der DDR im Jahr 1989 übernahm das Land Sachsen-Anhalt den Jugendwerkhof und wandelte ihn in ein Landesjugendheim um. Am 23. November 1990 beschloss das Stephansstift in Hannover-Kleefeld die Gründung einer gemeinnützigen Trägergesellschaft zur Übernahme des Heims. Die Gründung des Cornelius-Werks als gemeinnützige Tochtergesellschaft des Stiftes erfolgte am 27. Juni 1991, die tatsächliche Übernahme des Heims wurde durch einen Gottesdienst am 17. November 1991 gefeiert. Seit 2011 befindet sich das Cornelius-Werk in Trägerschaft der Diakonie.
Über die Geschichte des Heims und des Jugendwerkhofs dreht Franziska Kruse 2019 den Dokumentarfilm Das Lümmelheim in Burg - Ungezogen, umerzogen. Im Jahr 2023 befand sich zeitweise die Gedenkausstellung Blackbox Heimerziehung auf dem Gelände. Zur Eröffnung am 22. Mai 2023 sprachen der Burger Bürgermeister Philipp Stark und die sachsen-anhaltische Landesbeauftragten zur Aufarbeitung der SED-Diktatur Birgit Neumann-Becker Grußworte.
Im Denkmalverzeichnis des Landes Sachsen-Anhalt ist die Erziehungsanstalt Gut Lüben als Gutshof unter der Erfassungsnummer 094 21202 als Baudenkmal verzeichnet.

## Persönlichkeiten
Von 1921 bis März 1923 war der Pädagoge Karl Tornow in der Anstalt Erziehungsgehilfe. Direktor der Anstalt war zeitweise Fritz Ihlenburg. Die Schriftstellerin Dorothea Iser war von 1967 bis 1980 als Erzieherin im Jugendwerkhof tätig.